# مارک باکه
مارک باکه (هلندی: Marc Baecke; ۲۴ ژوئیهٔ ۱۹۵۶ – ۲۱ ژانویهٔ ۲۰۱۷) بازیکن فوتبال اهل بلژیک بود.
از باشگاه‌هایی که در آن بازی کرده‌است می‌توان به باشگاه فوتبال کورتریک اشاره کرد.
وی همچنین در تیم ملی فوتبال بلژیک بازی کرده‌است.